# 訃報 2016年1月
訃報 2016年1月（ふほう 2016ねん1がつ）では、2016年1月に物故した、又は物故が報じられた人物についてまとめる。

## （1日 - 15日）

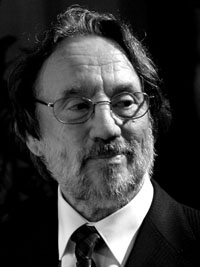
ヴィルモス・スィグモンド／1月1日没

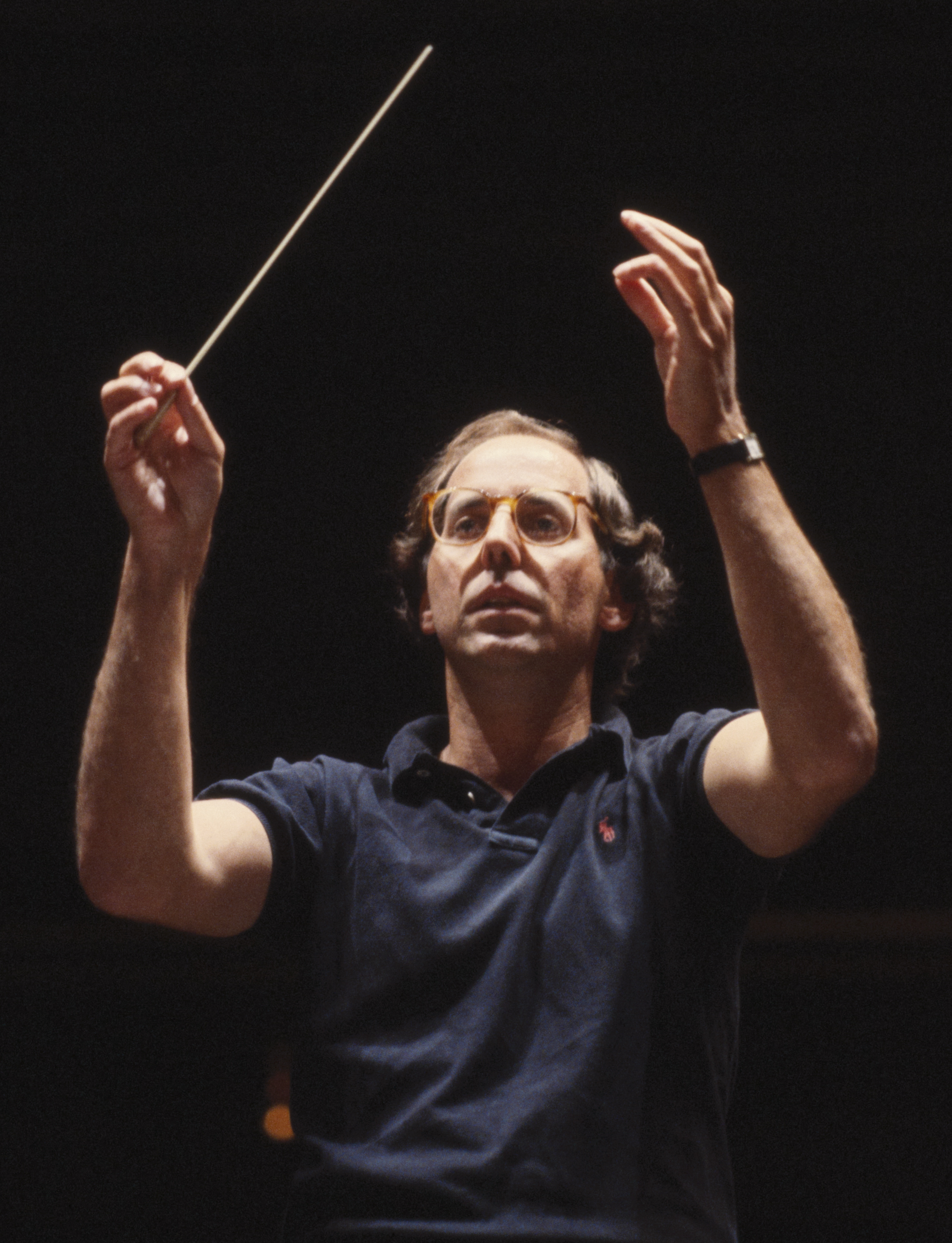
ギルバート・キャプラン／1月1日没

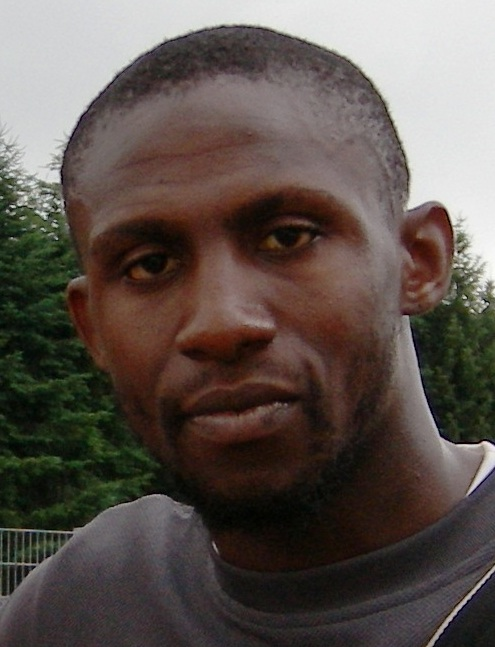
スティーヴ・ゴフリ／1月2日没

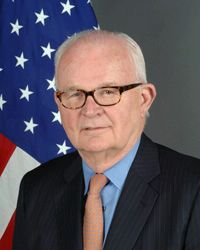
スティーブン・ボズワース／1月3日没

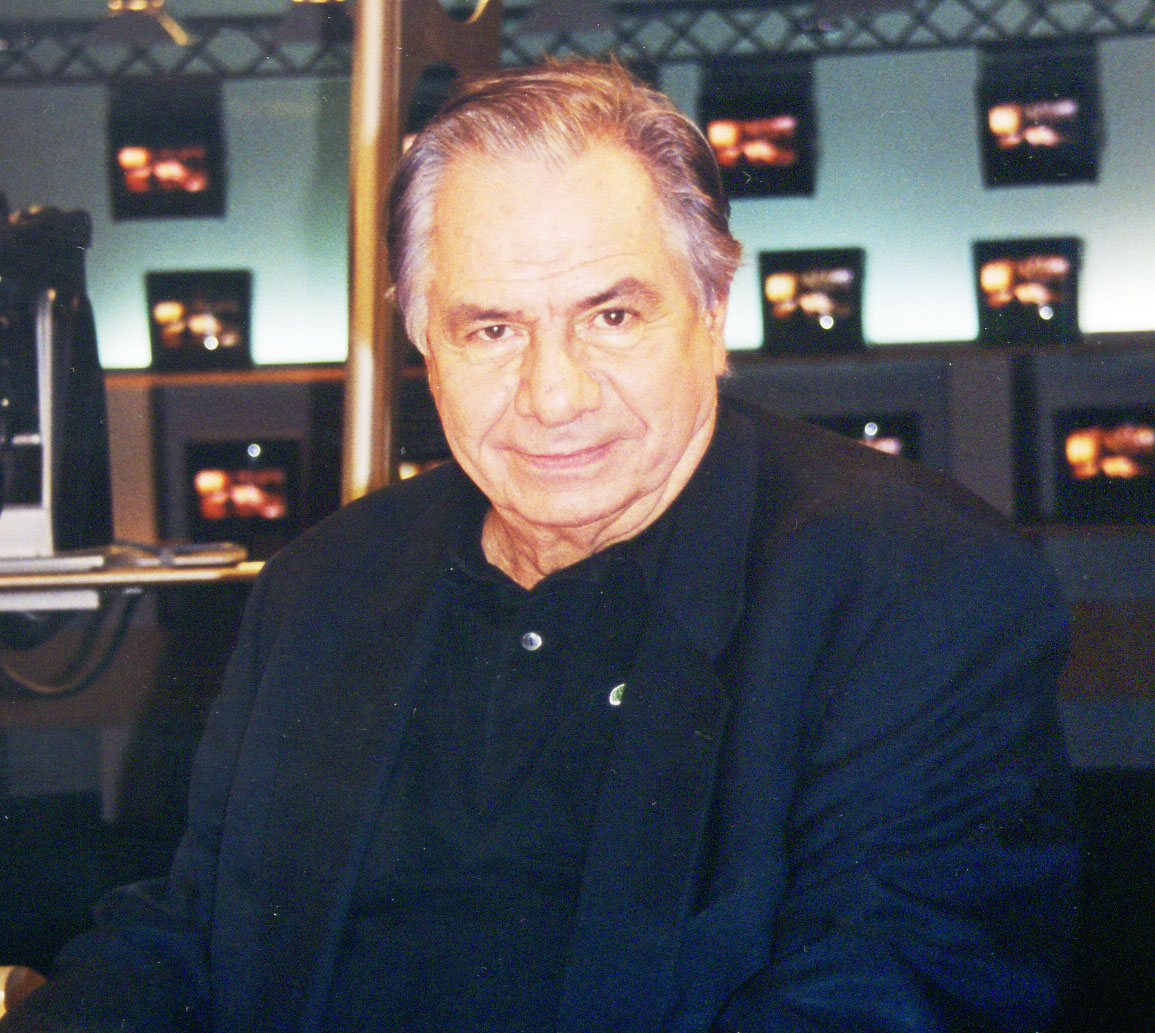
ミシェル・ガラブリュ／1月4日没

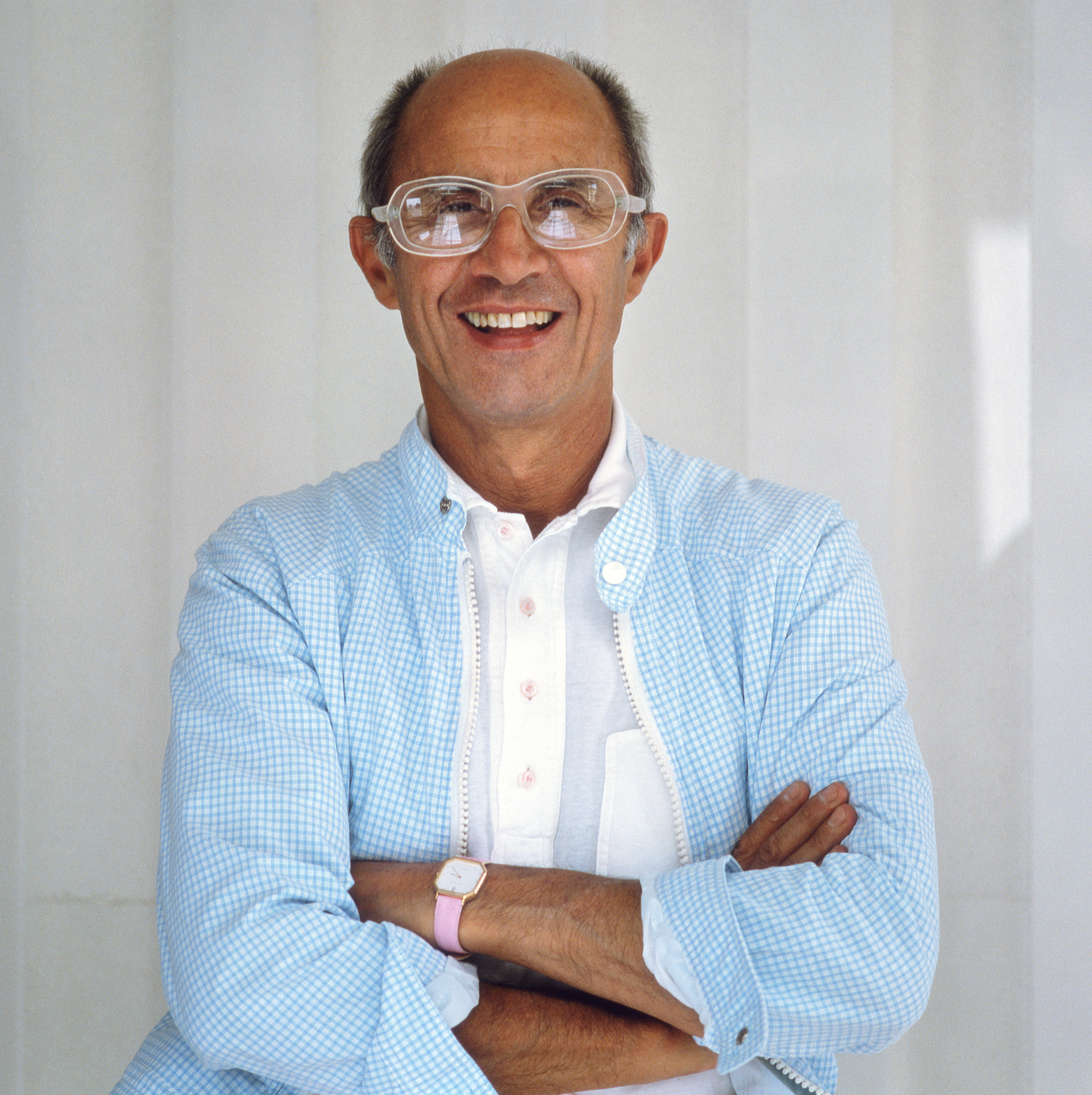
アンドレ・クレージュ／1月7日没

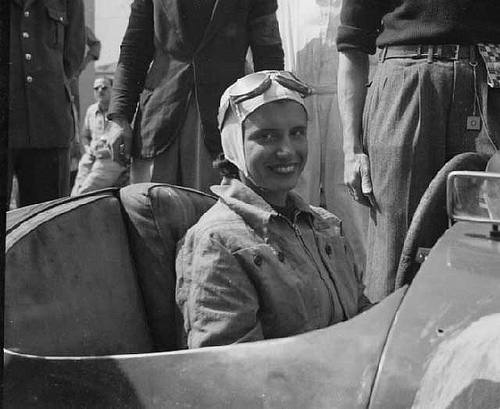
マリア・テレーザ・デ・フィリッピス／1月8日没

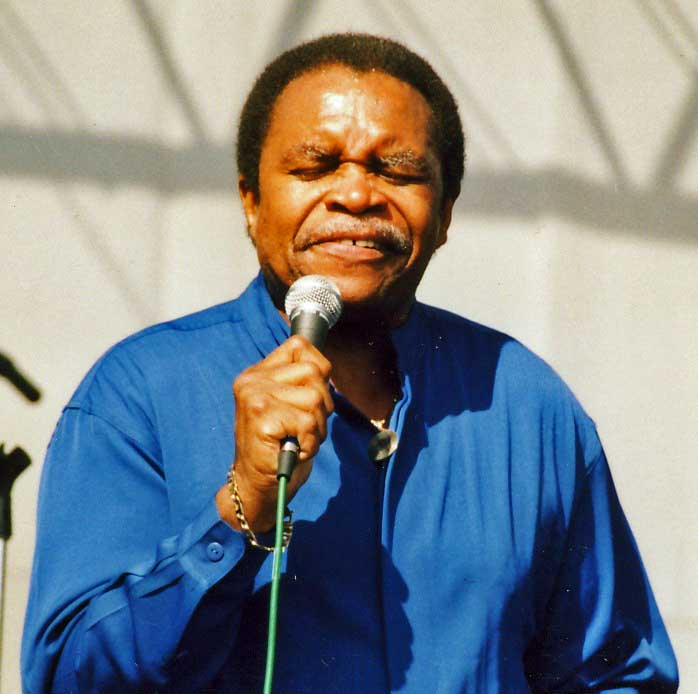
オーティス・クレイ／1月8日没

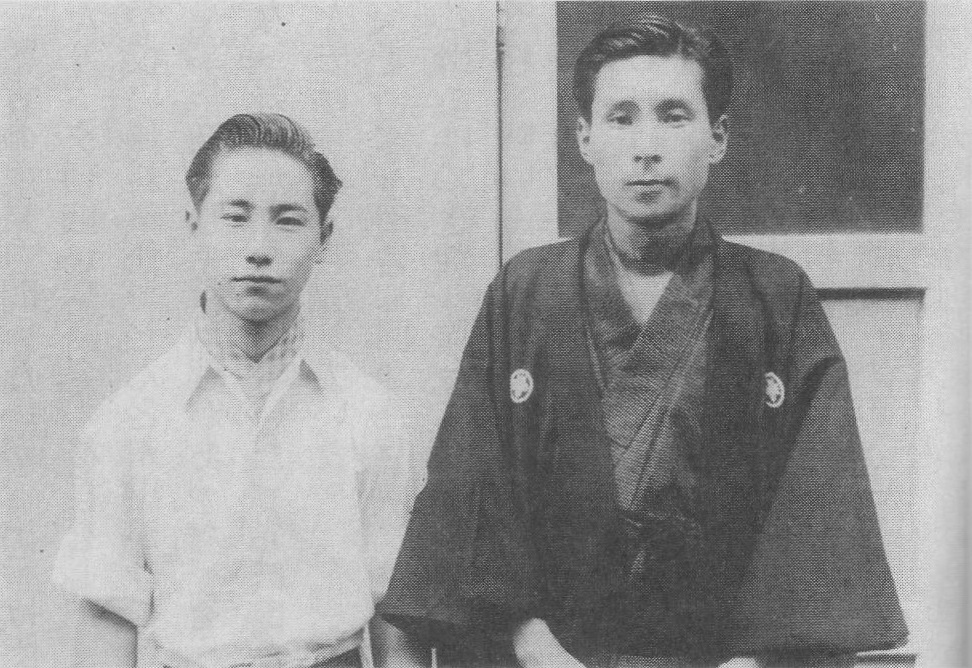
3代目桂春團治（左）／1月9日没

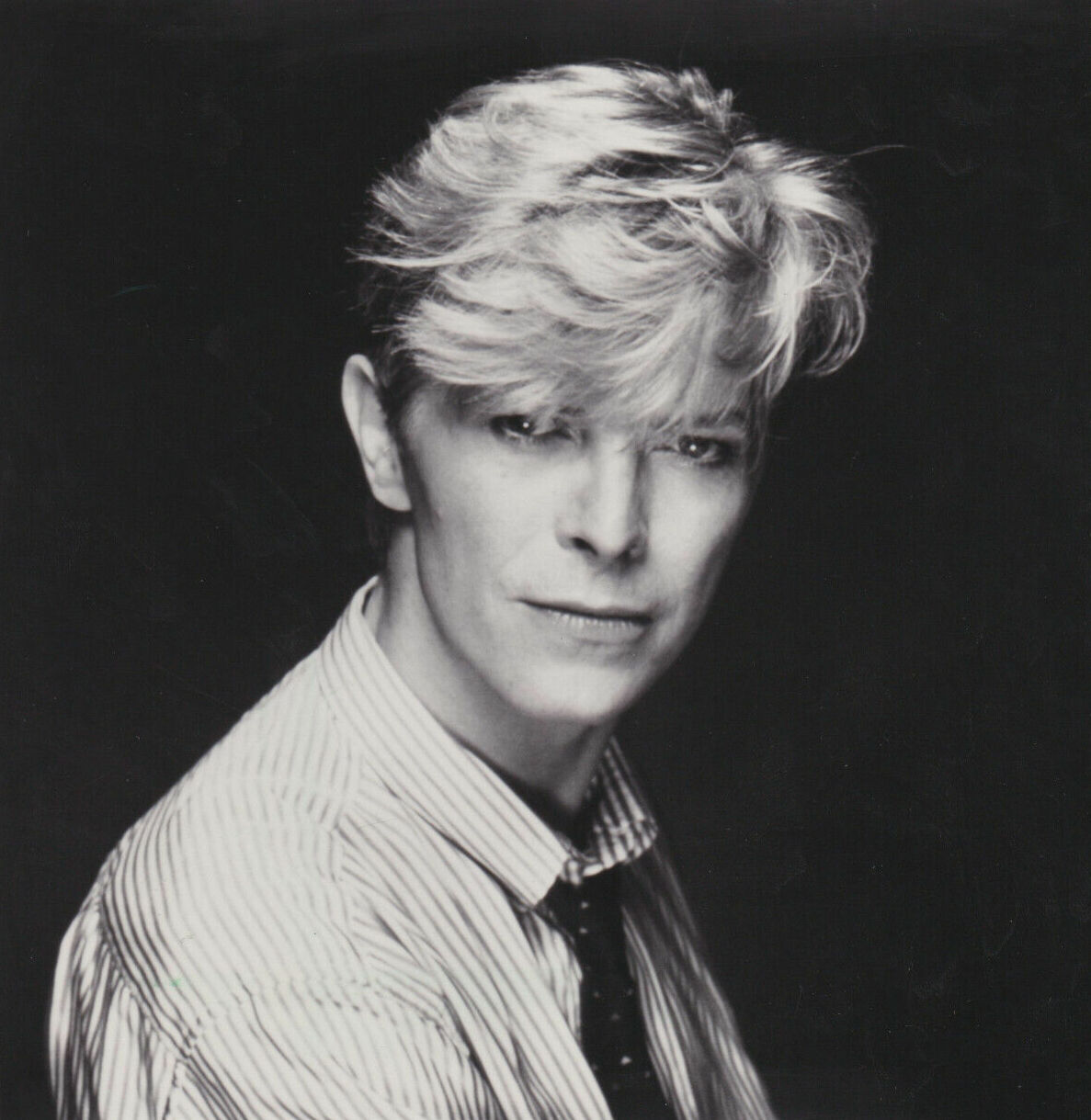
デヴィッド・ボウイ／1月10日没

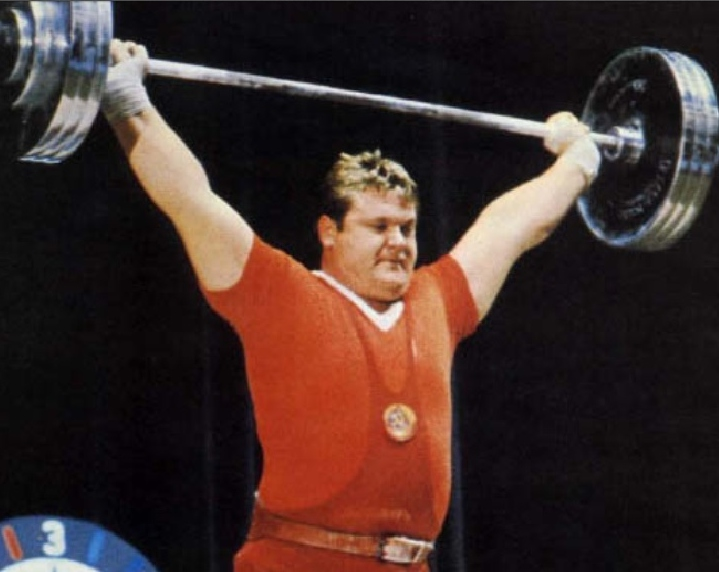
レオニード・ジャボチンスキー／1月14日没

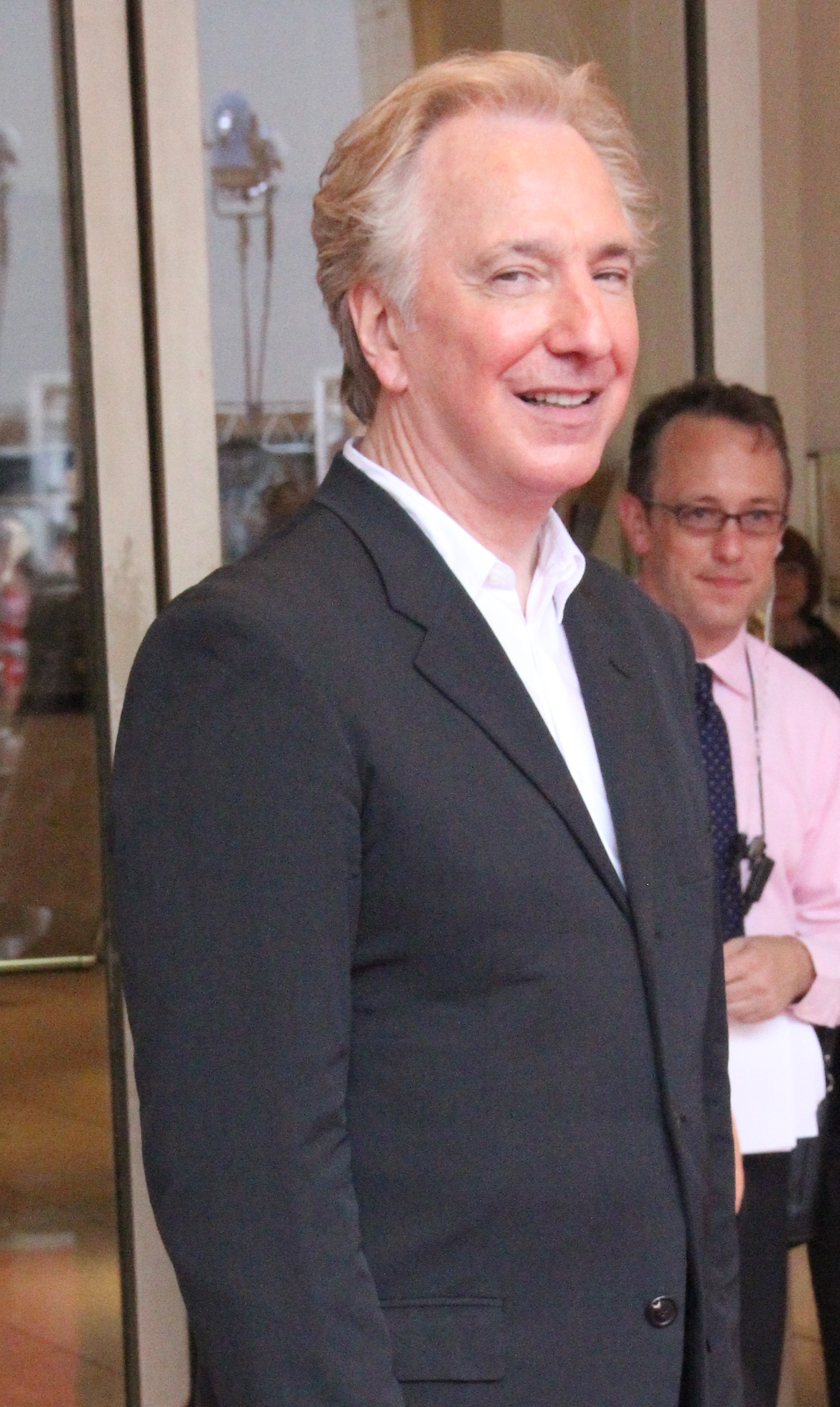
アラン・リックマン／1月14日没

- 1月1日 - 佐伯彰一、日本の文芸評論家（* 1922年）[1]
- 1月1日 - 大槻真一郎、日本の科学史家、明治薬科大学名誉教授（* 1926年）[2]
- 1月1日 - ヴィルモス・スィグモンド、アメリカ合衆国の映画撮影監督（* 1930年）[3]
- 1月1日 - 松前紀男、日本の学者・実業家、作曲家、元東海大学学長（* 1931年）[4]
- 1月1日 - 君嶋信、日本の陸上自衛官、陸上自衛隊東北方面総監（* 1935年）[5]
- 1月1日 - ギルバート・キャプラン、アメリカ合衆国の実業家、音楽家（* 1941年）[6]
- 1月1日 - マイケル・オクスレー（英語版）、アメリカ合衆国の政治家（* 1944年）[7]
- 1月2日 - 金子繁治、日本の元プロボクサー、ボクシングトレーナー（* 1931年）[8]
- 1月2日 - 東田正義、日本の元プロ野球選手【西鉄ライオンズ、日本ハムファイターズ、阪神タイガース所属】（* 1945年）[9]
- 1月2日 - ニムル・アル＝ニムル（英語版）、サウジアラビアのイスラム教シーア派指導者（* 1959年）[10]
- 1月2日 - スティーヴ・ゴフリ、コートジボワールのサッカー選手（* 1981年）[11]
- 1月3日 - 宮崎勇、日本の官僚、エコノミスト、第51代経済企画庁長官（* 1923年）[12]
- 1月3日 - 杉山幸三、日本の電気化学者、材料化学者、名古屋大学名誉教授（* 1929年）[13]
- 1月3日 - 後藤和彦、日本のマスメディア研究者、常磐大学名誉教授（* 1929年）[14]
- 1月3日 - ポール・ブレイ、カナダのピアニスト（* 1932年）[15]
- 1月3日 - スティーブン・ボズワース、アメリカ合衆国の外交官（* 1939年）[16]
- 1月3日 - 真田英彦、日本の経営学者、大阪大学名誉教授（* 1939年）[17]
- 1月4日 - ミシェル・ガラブリュ、フランスの俳優（* 1922年）[18]
- 1月4日 - ヨシダ・ヨシエ、日本の美術評論家（* 1929年）[19]
- 1月4日 - 矢形勝洋、日本の元プロ野球選手、元阪急ブレーブス球団常務（* 1934年?）[20]
- 1月4日 - 5代目三遊亭圓雀、日本の落語家（* 1949年）[21]
- 1月5日 - ピエール・ブーレーズ、フランスの作曲家、指揮者（* 1925年）[22]
- 1月5日 - 小川信夫、日本映画の編集技師（* 1930年）[23]
- 1月5日 - 三島佑一、日本の日本近代文学研究者、作家、四天王寺大学名誉教授（* 1928年）[24]
- 1月5日 - 岩淵龍太郎、日本のヴァイオリニスト（* 1928年）[25]
- 1月6日 - 野口文夫、日本の政治家、元佐賀県中原町長（* 1931年?）[26]
- 1月6日 - 中野秀一郎、日本の社会学者、関西学院大学名誉教授（* 1936年）[27]
- 1月6日 - 大中逸雄、日本の工学者、大阪大学名誉教授（* 1940年）[28]
- 1月7日 - アンドレ・クレージュ、フランスのファッションデザイナー（* 1923年）[29]
- 1月7日 - 阿部貞雄、日本の実業家、元三共副社長、元和光堂社長（* 1923年?）[30]
- 1月7日 - 前田祐吉、日本のアマチュア野球選手、野球指導者、慶應義塾大学野球部元選手・監督（* 1930年）[31]
- 1月7日 - 剱持松二、日本の将棋棋士（* 1934年）[32]
- 1月7日 - 安達智次郎、日本の元プロ野球選手【阪神タイガース所属】（* 1974年）[33]
- 1月8日 -  マリア・テレーザ・デ・フィリッピス、イタリアの女性初のF1ドライバー（* 1926年）[34]
- 1月8日 - 小川信、日本の政治家、元日本社会党衆議院議員（* 1932年）[35]
- 1月8日 - 宮川孝雄、日本の元プロ野球選手、広島東洋カープ元選手、スカウト（* 1936年）[36]
- 1月8日 - オーティス・クレイ、アメリカの歌手（* 1942年）[37]
- 1月9日 - 吉野實、日本の官僚、第13代防衛事務次官（* 1924年）[38]
- 1月9日 - 3代目桂春團治、日本の落語家（* 1930年）[39]
- 1月9日 - 村上悟、日本の生物学者、東京大学名誉教授（* 1932年）[40]
- 1月10日 - 山本邦夫、日本の物理学者、大阪大学名誉教授（* 1928年）[41]
- 1月10日 - 大西信行、日本の劇作家、脚本家（* 1929年）[42]
- 1月10日 - 中澤桂、日本の声楽家（* 1933年）[43]
- 1月10日 - デヴィッド・ボウイ、イギリスのミュージシャン、俳優（* 1947年）[44]
- 1月10日 - 南嶌宏、日本の美術評論家、女子美術大学教授（* 1957年）[45]
- 1月10日 - 竹田圭吾、日本のジャーナリスト（* 1964年）[46]
- 1月11日 - モンテ・アーヴィン、アメリカ合衆国の野球選手【ニューヨーク・ジャイアンツほか所属】（* 1919年）[47]
- 1月11日 - 穂積和夫、日本の森林生態学者、名古屋大学名誉教授（* 1927年）[48]
- 1月11日 - はやし・こば、日本の作曲家、編曲家（* 1935年）[49]
- 1月11日 - デヴィッド・マーギュリーズ、アメリカの俳優（* 1937年）[50]
- 1月11日 - キム・テジョン、韓国の歌手（* 1957年）[51]
- 1月12日 - 近江宗一、日本の工学者（流体工学）、大阪大学名誉教授（* 1923年）[52]
- 1月12日 - 田中良昭、日本の僧侶、仏教学者、駒澤大学総長・名誉教授（* 1933年）[53]
- 1月12日 - 川口小枝、日本の女優、日本舞踊家（* 1947年）[54]
- 1月13日 - 野村正道、日本の実業家、宝商会創業者（* 1928年）[55]
- 1月13日 - 廣瀬方人、日本の運動家、長崎原爆語り部（* 1930年）[56]
- 1月14日 - レオニード・ジャボチンスキー、ソビエト連邦（ウクライナ）の重量挙げ選手、1964年東京オリンピック・1968年メキシコシティオリンピックヘビー級金メダリスト（* 1938年）[57]
- 1月14日 - アラン・リックマン、イギリスの俳優（* 1946年）[58]
- 1月14日 - 吉岡昌仁、日本のアニメプロデューサー（* 1959年?）[59]
- 1月15日 - 中村嘉平、日本のシステム工学者、名古屋大学名誉教授（* 1918年）[60]
- 1月15日 - 吉岡正紀、日本の実業家、元サクサホールディングス社長（* 1940年?）[61]
- 1月15日 - 村瀬興一、日本の元建設官僚、日本道路公団元副総裁（* 1941年）[62]

## （16日 - 31日）

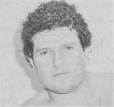
マイク・シャープ・ジュニア／1月17日没

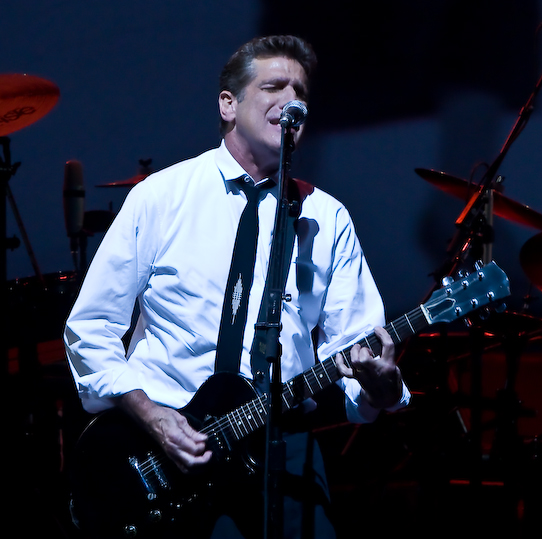
グレン・フライ／1月18日没

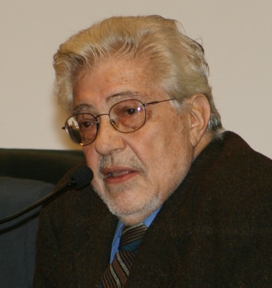
エットーレ・スコラ／1月19日没

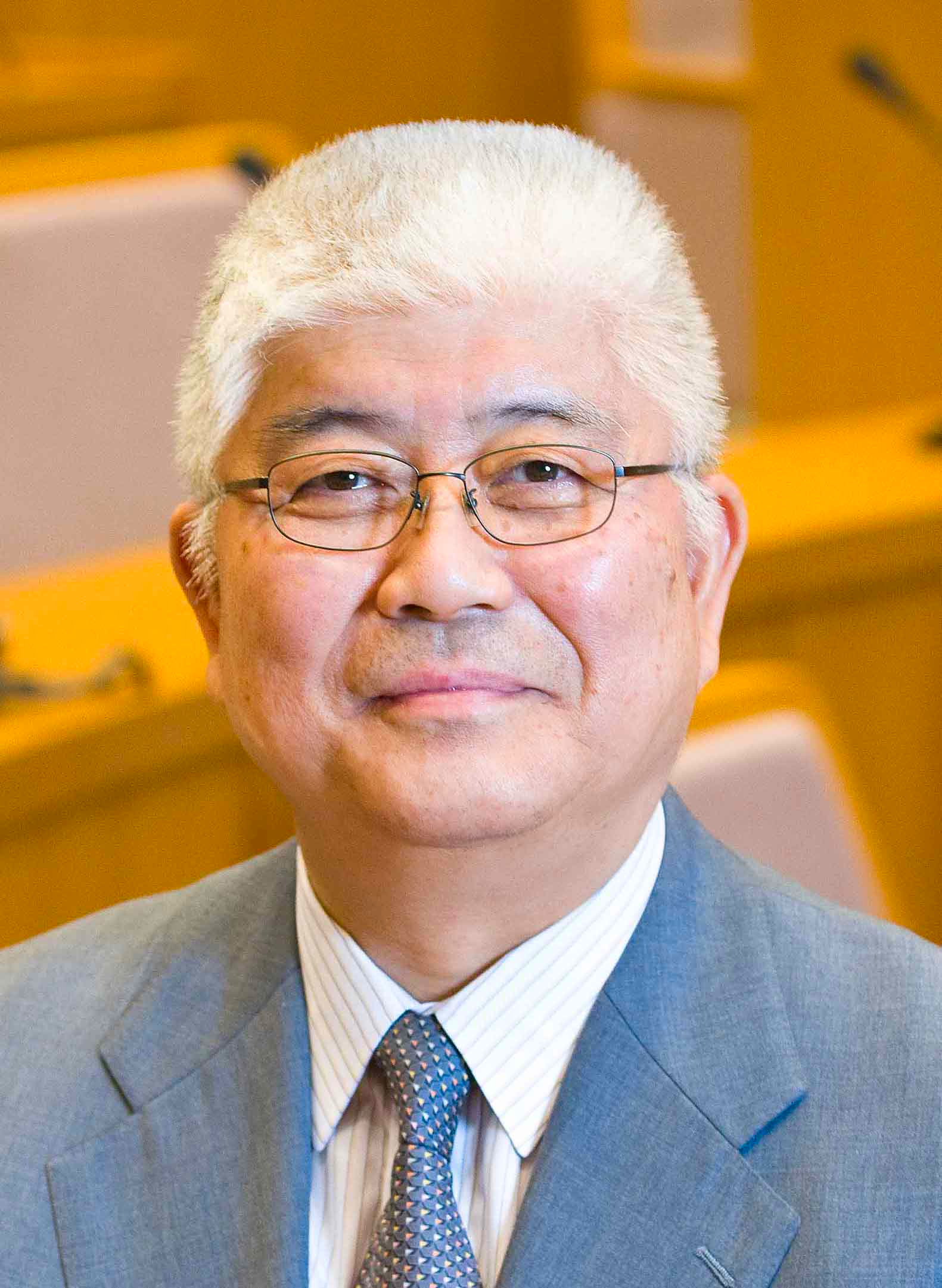
金澤一郎／1月20日没

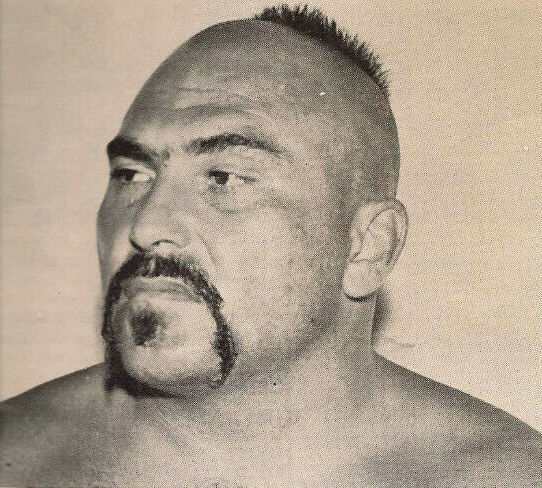
モンゴリアン・ストンパー／1月23日没

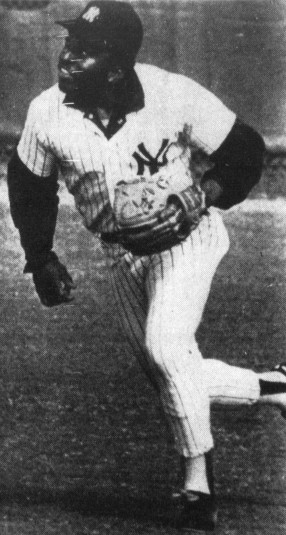
ウォルター・ウィリアムス／1月23日没

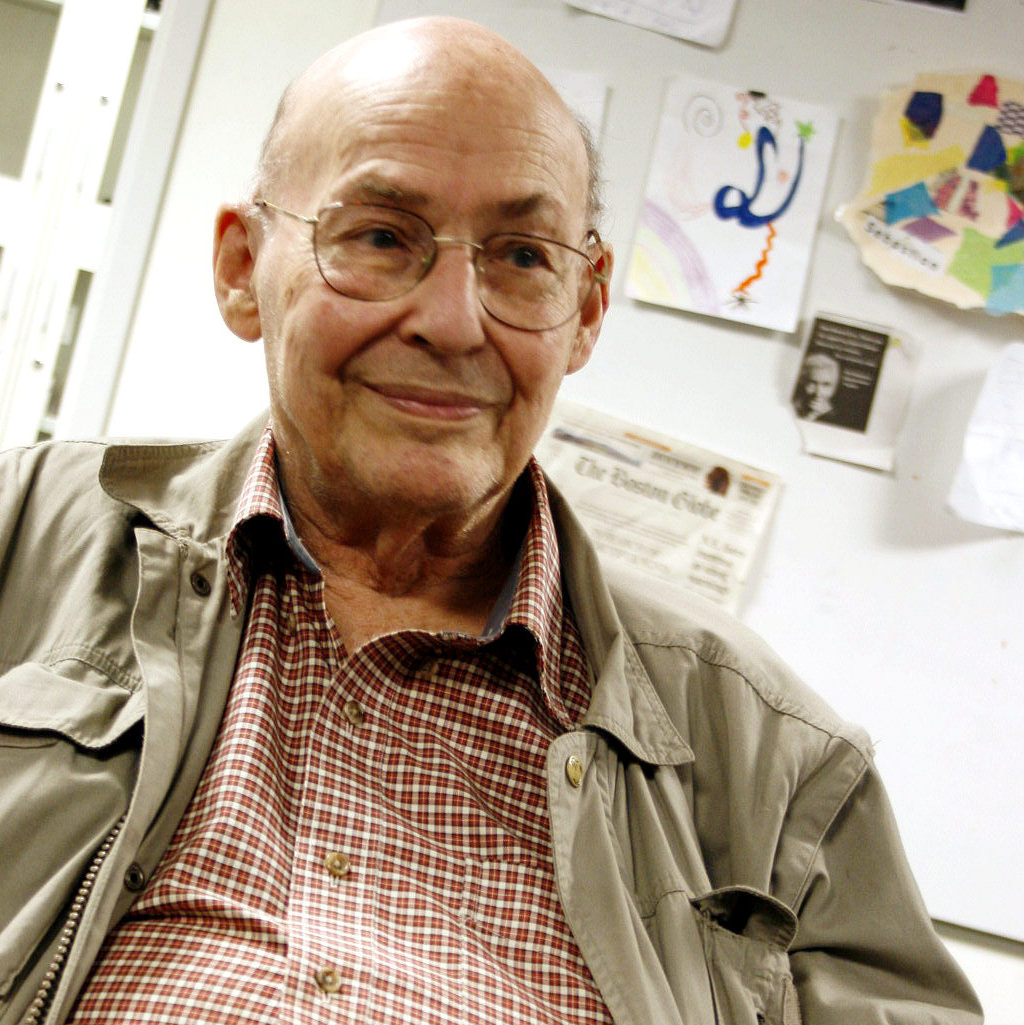
マービン・ミンスキー／1月24日没

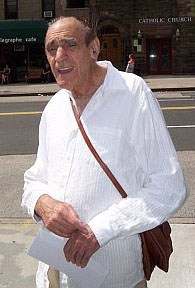
エイブ・ヴィゴダ／1月26日没

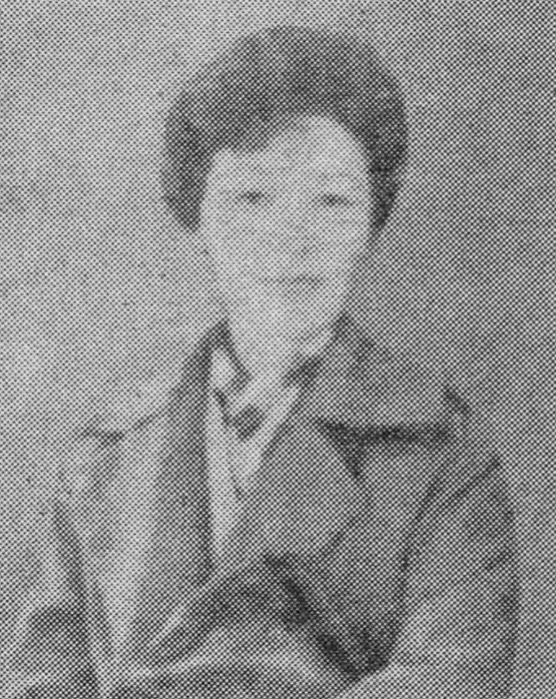
品川孝子／1月27日没

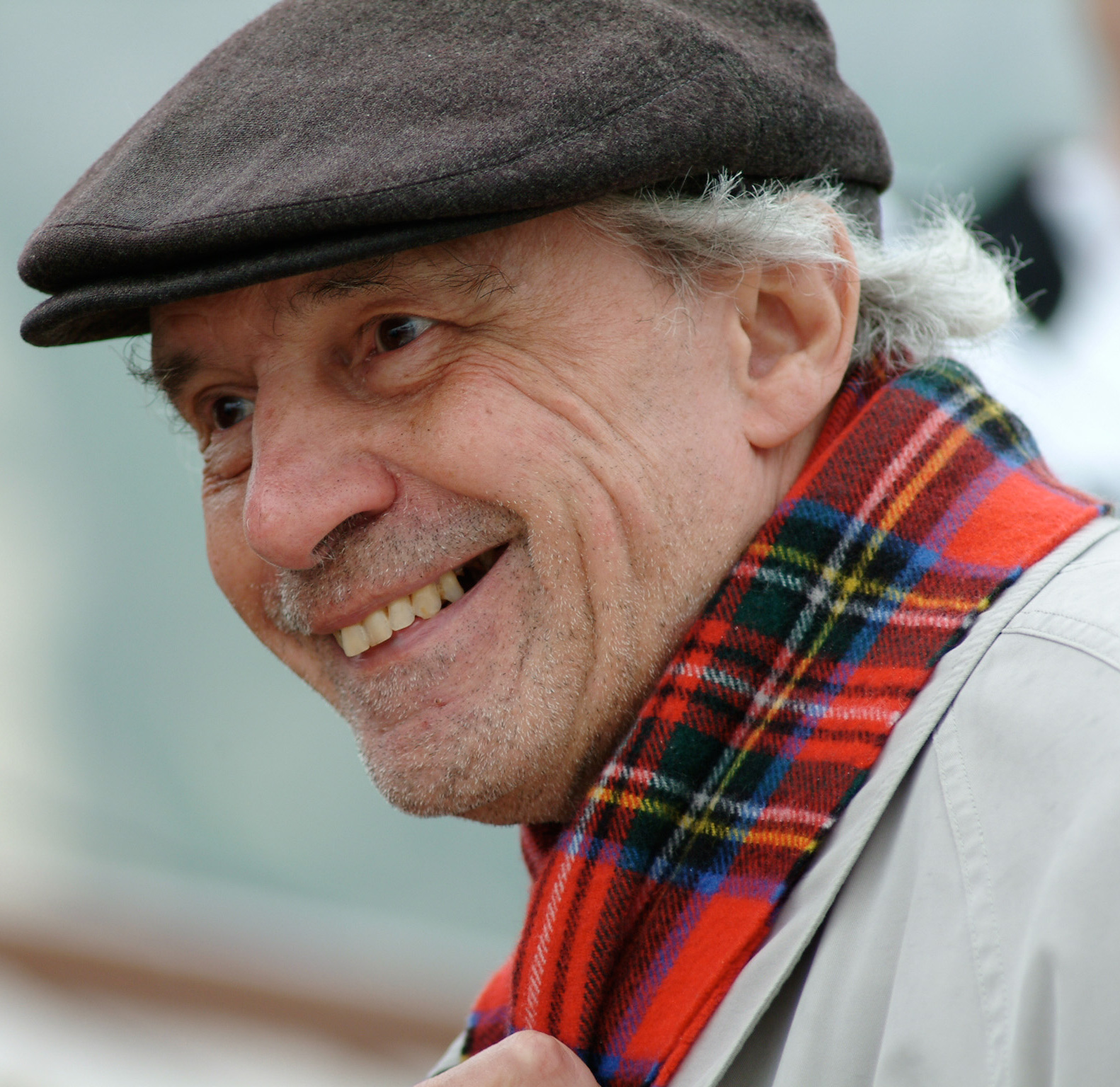
ジャック・リヴェット／1月29日没

- 1月16日 - 池永次郎、日本の実業家、元日魯漁業社長（* 1920年）[63]
- 1月16日 - 吉田克己、日本の公衆衛生学者、三重大学名誉教授（* 1923年）[64]
- 1月16日 - 春日三郎、日本の実業家、元三菱金属副社長（* 1923年?）[65]
- 1月16日 - 石山洋、日本の地理学者、図書館学者（* 1927年）[66]
- 1月16日 - 澤昭裕、日本の行政官、研究組織マネージャー、政策分析研究者、経済産業省産業技術環境局環境政策課長（* 1957年）[67]
- 1月17日 - 徳永光機、日本の実業家、元東亜建設工業副社長（* 1937年?）[68]
- 1月17日 - マイク・シャープ・ジュニア、カナダのプロレスラー（* 1951年）[69]
- 1月18日 - 4代目中村梅之助、日本の俳優、歌舞伎役者（* 1930年）[70]
- 1月18日 - 岡弘司、日本の政治家、元香川県香川町長（* 1935年?）[71]
- 1月18日 - 滝一郎、日本の政治家、元滋賀県議会議長（* 1940年?）[72]
- 1月18日 - 山根秀夫、日本のジャーナリスト、元神戸新聞社社長（* 1940年）[73]
- 1月18日 - グレン・フライ、アメリカ合衆国のミュージシャン、イーグルスメンバー（* 1948年）[74]
- 1月19日 - 小出保太郎、世界最高齢の男性、スーパーセンテナリアン（* 1903年）[75]
- 1月19日 - エットーレ・スコラ、イタリアの映画監督（* 1931年）[76]
- 1月19日 - 竹内隆、日本の実業家、元日本電子社長（* 1934年?）[77]
- 1月19日 - 谷山鉄郎、日本の作物学者、三重大学名誉教授（* 1939年）[78]
- 1月20日 - 辰野千寿、日本の教育心理学者、元上越教育大学学長、元筑波大学副学長（* 1920年）[79]
- 1月20日 - 山口慶四郎、日本の経済学者、大阪外国語大学名誉教授（* 1924年）[80]
- 1月20日 - 金澤一郎、日本の医師、医学者、東京大学名誉教授（* 1941年）[81]
- 1月21日 - 藤永保、日本の発達心理学者、お茶の水女子大学名誉教授（* 1926年）
- 1月21日 - 唐沢恪、日本のアメリカ文学者、名古屋大学名誉教授（* 1933年）[82]
- 1月21日 - ビル・ジョンソン（英語版）、アメリカ合衆国のスキー選手、1984年サラエボオリンピックアルペンスキー男子滑降金メダリスト（* 1960年）[83]
- 1月22日 - 長谷川不二雄、日本の実業家、元日本製粉社長（* 1922年）[84]
- 1月22日 - 土肥隆一、日本の政治家、元衆議院議員【日本社会党・民主党所属】（* 1939年）[85]
- 1月22日 - 木瀬武治、日本の政治家、前和歌山県高野町長（* 1955年?）[86]
- 1月23日 - 青木健一、日本の政治家、元長野県下諏訪町長（* 1925年?）[87]
- 1月23日 - 二階堂宏、日本の実業家、元エフエム仙台社長（* 1929年?）[88]
- 1月23日 - 太田健一、日本の歴史学者、山陽学園大学名誉教授（* 1936年）[89]
- 1月23日 - モンゴリアン・ストンパー、カナダのプロレスラー（* 1936年）[90]
- 1月23日 - ウォルター・ウィリアムス、アメリカ合衆国のプロ野球選手【シカゴ・ホワイトソックス、日本ハムファイターズほか所属】（* 1943年）[91]
- 1月23日 - 関本恒一、日本のサッカー選手（* 1978年）[92]
- 1月24日 - 緒方純雄、日本の神学者、同志社大学名誉教授（* 1920年）[93]
- 1月24日 - 大島国雄、日本の経営学者、青山学院大学名誉教授（* 1923年）[94]
- 1月24日 - 田中隆盛、日本の画家、福井大学名誉教授（* 1925年?）[95]
- 1月24日 - 川俣健二郎、日本の政治家、元日本社会党衆議院議員（* 1926年）[96]
- 1月24日 - マービン・ミンスキー、アメリカ合衆国のコンピュータ科学者、認知科学者、マサチューセッツ工科大学名誉教授（* 1927年）[97][98]
- 1月24日 - 山口健二、日本の実業家、元安田生命保険副社長（* 1933年?）[99]
- 1月24日 - 綿貫英治、日本の実業家、太陽誘電会長（* 1948年）[100]
- 1月26日 - エイブ・ヴィゴダ、アメリカ合衆国の俳優（* 1921年）[101]
- 1月26日 - 甲斐邦朗、日本の実業家、元東洋電機製造社長（* 1931年）[102]
- 1月26日 - 上杉武夫、日本の造園家（* 1940年）[103]
- 1月27日 - 福岡正巳、日本の工学者、元東京理科大学教授、元東京大学教授（* 1917年）[104]
- 1月27日 - 品川孝子、日本の教育評論家（* 1922年）[105]
- 1月27日 - 青木茂、日本の経済学者、政治家、元サラリーマン新党参議院議員（* 1922年）[106]
- 1月27日 - 新堂庄二、日本の政治家、元大阪市議会議長（* 1927年?）[107]
- 1月27日 - 室伏稔、日本の実業家、元伊藤忠商事社長、元日本政策投資銀行社長（* 1931年）[108]
- 1月28日 - ポール・カントナー（英語版）、アメリカ合衆国のロック歌手、ジェファーソン・エアプレイン創設メンバー（* 1941年）[109]
- 1月29日 - オーレル・ニコレ、スイスのフルート奏者（* 1926年）[110]
- 1月29日 - ジャック・リヴェット、フランスの映画監督（* 1928年）[111]
- 1月29日 - 梶田正巳、日本の教育心理学者、名古屋大学名誉教授（* 1941年）[112]
- 1月30日 - 朝倉邦造、日本の実業家、朝倉書店社長、トーハン取締役（* 1936年）[113]
- 1月30日 - フランシスコ・フローレス・ペレス（英語版）、エルサルバドルの政治家、元大統領（* 1959年）[114]
- 1月31日 - 八田昌治、日本の新派俳優（* 1931年）[115]
- 1月31日 - 光葉貞夫、日本の実業家、ゴンチャロフ製菓会長（* 1932年?）[116]
- 1月31日 - テリー・ウォーガン（英語版）、イギリスのテレビ司会者、ラジオパーソナリティー（* 1938年）[117]